# Хелеринг ле Фенетранж
Хелеринг ле Фенетранж (фр. Hellering-lès-Fénétrange) насеље је и општина у североисточној Француској у региону Лорена, у департману Мозел која припада префектури Сарбур.
По подацима из 2011. године у општини је живело 211 становника, а густина насељености је износила 52,1 становника/km². Општина се простире на површини од 4,05 km². Налази се на средњој надморској висини од 275 метара (максималној 332 m, а минималној 247 m).

## Демографија
| 1962. | 1968. | 1975. | 1982. | 1990. | 1999. | 2011. |
| ----- | ----- | ----- | ----- | ----- | ----- | ----- |
| 193   | 193   | 177   | 160   | 168   | 157   | 211   |

График промене броја становника у току последњих година